# Bryoplathanon
Bryoplathanon is een geslacht van libellen (Odonata) uit de familie van de beekjuffers (Calopterygidae).

## Soorten
Bryoplathanon omvat 1 soort:
- Bryoplathanon globifer (Hagen in Selys, 1853)